# Awraham Du’an
Awraham Du’an, Awi Du’an (hebr.: אברהם דואן, ang.: Avraham Duan, ur. 17 października 1955 w Izraelu, zm. 22 września 2018) – izraelski polityk i pracownik socjalny, w latach 2012–2013 poseł do Knesetu z listy Kadimy.

## Życiorys
Urodził się 17 października 1955 w Izraelu. Służbę wojskową zakończył w stopniu sierżanta sztabowego. Był pracownikiem socjalnym.
Kandydował w wyborach parlamentarnych w 2009 z listy Kadimy, jednak nie dostał się do izraelskiego parlamentu, 25 stycznia 2012 objął mandat po rezygnacji Eliego Aflalo, gdy ten został współprzewodniczącym Żydowskiego Funduszu Narodowego i zasiadał w osiemnastym Knesecie do końca kadencji. Był członkiem specjalnej komisji ds. praw dzieci oraz przewodniczącym lobby pracowników socjalnych. Nigdy więcej nie zasiadał w parlamencie.
Zmarł 22 września 2018.
Poza hebrajskim posługiwał się angielskim i arabskim.